# 10715 Nagler
10715 Nagler eller 1983 RL4 är en asteroid i huvudbältet som upptäcktes den 11 september 1983 av den amerikanske astronomen Brian A. Skiff vid Anderson Mesa Station. Den är uppkallad efter Al Nagler.
Asteroiden har en diameter på ungefär 5 kilometer.